# Interstate 71
Interstate 71 (afgekort I-71) is een Interstate Highway in het midwesten en het zuidoosten van de Verenigde Staten. De snelweg begint in Louisville (Kentucky) en eindigt in Cleveland (Ohio). Belangrijke steden langs de I-71 zijn Louisville, Florence, Cincinnati, Montgomery, Columbus en Cleveland.

## Lengte
| Staat    | km     | mijl   |  |
|          |        |        |  |
| Kentucky | 156.78 | 97.42  |  |
| Ohio     | 399.36 | 248.15 |  |
|          |        |        |  |
| Totaal   | 556.14 | 345.57 |  |